# 맷 그라임스
매튜 제이컵 "맷" 그라임스 (Matthew Jacob "Matt" Grimes, 1995년 7월 15일 ~ )는 잉글랜드의 축구 선수로 EFL 챔피언십의 축구 클럽 스완지 시티 소속으로 미드필더로 뛰고있다.